# Aganisia cyanea
Espèce
Aganisia cyanea est une espèce végétale de la famille des Orchidaceae originaire d'Amérique du Sud.

## Synonymes
- Acacallis cyanea Lindl. (1853) (Basionyme)
- Warrea cinerea Benth. (1881)
- Aganisia tricolor N.E. Br. (1885)
- Kochiophyton negrense Schltr. ex Cogn. (1906)
- Kochiophyton caeruleum Hoehne (1910)
- Acacallis hoehnei Schltr. (1918)
- Acacallis caerulea (Hoehne) Hoehne in A.J.de Sampaio (1923), illegitimate
- Acacallis cyanea f. alba Roeth & O. Gruss (2006)

## Description
Cette orchidée épiphyte possède un pseudobulbe d'environ 5 cm de diamètre d'où partent des feuilles de 20 cm de long pour 7 cm de large. Les fleurs, parfumées, sont portées par une inflorescence rgroupant 2 à 7 fleurs d'environ 4 cm.

## Répartition et habitat
Cette espèce originaire du Brésil, de Colombie et du Venezuela pousse dans la nature en climat chaud et humide à une altitude comprise entre 0 et 400 m.
Sa culture demande un minimum de 16 °C et une luminosité de 10 000 à 18 000 lux.

## Illustrations

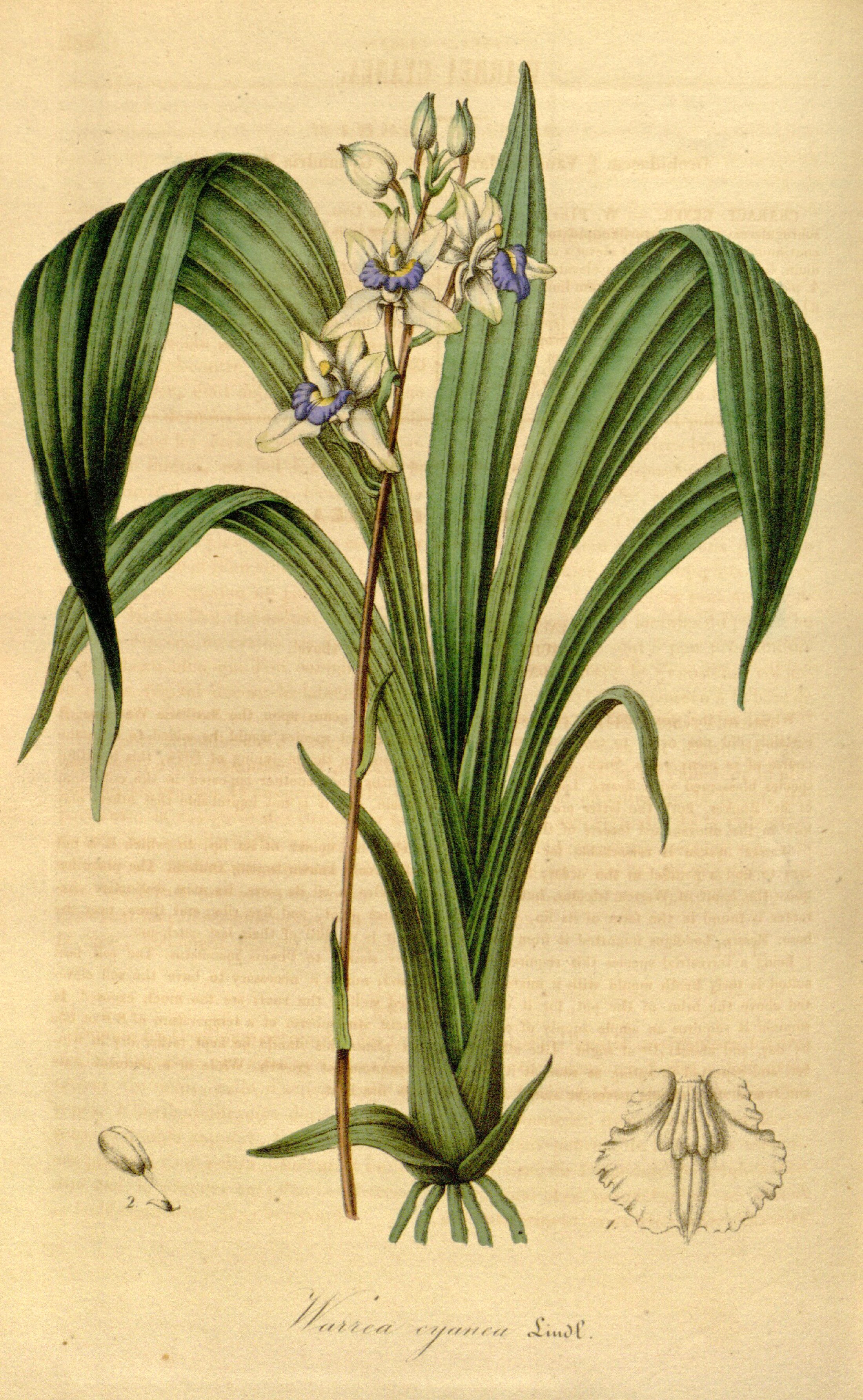
Aganisia cyanea Charles Lemaire : "Flore des serres et des jardins de l'Europe" (1845)
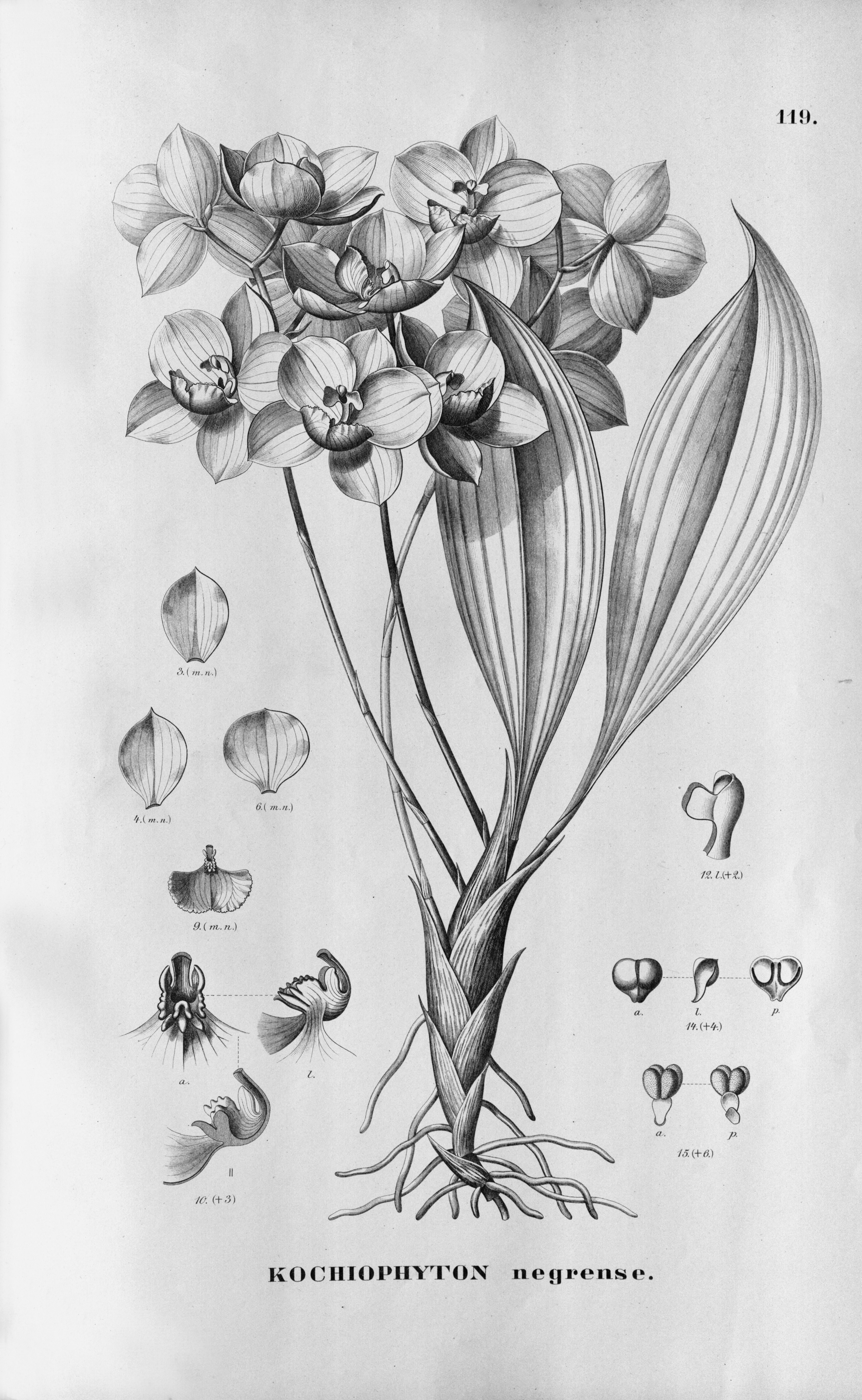
Kochiophyton negrense Alfred Cogniaux Flora Brasiliensis (1906)
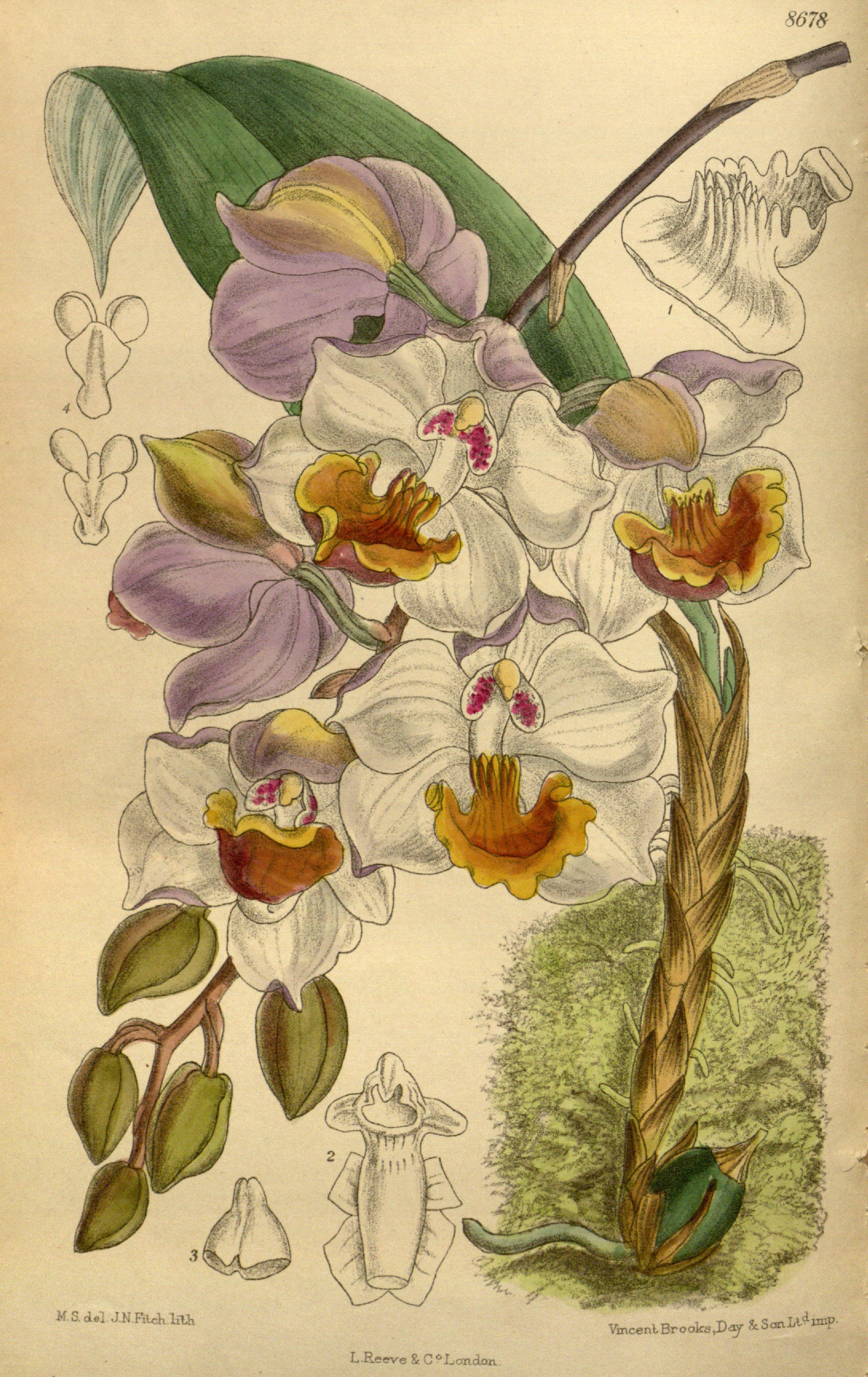
Acacallis cyanea Curtis's Botanical Magazine, 1916.